# Зоненберг (Бранденбург)
Зоненберг (њем. Sonnenberg) општина је у њемачкој савезној држави Бранденбург. Једно је од 19 општинских средишта округа Оберхафел. Према процјени из 2010. у општини је живјело 890 становника. Посједује регионалну шифру (AGS) 12065301.

## Географски и демографски подаци
Зоненберг се налази у савезној држави Бранденбург у округу Оберхафел. Општина се налази на надморској висини од 64 метра. Површина општине износи 50,3 km². У самом мјесту је, према процјени из 2010. године, живјело 890 становника. Просјечна густина становништва износи 18 становника/km².

## Међународна сарадња
| Мјесто | Држава | Врста сарадње | Од    |
| ------ | ------ | ------------- | ----- |
|        | Чешка  | партнерство   | 1997. |
| Извор  |        |               |       |